# Columbus (cráter)

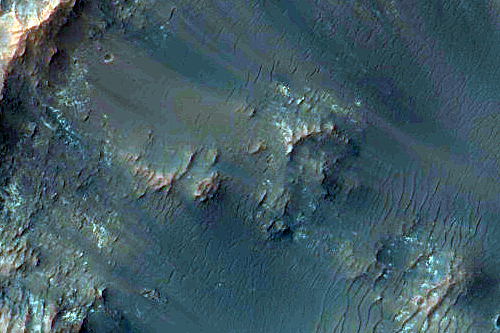

Columbus es el nombre de un colosal cráter de impacto en el planeta Marte situado a -29.8° Norte (hemisferio Sur) y -166.1° Oeste. El impacto por un asteroide causó un abertura de 119 kilómetros de diámetro en la superficie del planeta, uno de los cráteres de Marte más notorios y mejor conservados, ubicado en el cuadrante Memnonia. El nombre del cráter fue aprobado en 1976 por la Unión Astronómica Internacional en honor al explorador italiano Cristóbal Colón (1451-1506).
El cráter Columbus se caracteriza por tener capas o estratos, algunos de los cuales suelen asociarse a minerales hidratados, como el azufre.